# 김포신풍초등학교
김포신풍초등학교는 대한민국 경기도 김포시에 있는 공립 초등학교이다.

## 학교 연혁
- 2004.03.01 학교설립인가(경기도 조례 제3312호)
- 2006.03.02 김포신풍초등학교 개교(총 230명, 7학급 편성)
- 2007.03.02 특수학급 개설(1학급)
- 2008.02.21 제1회 졸업장 수여식(남 13명, 여 28명, 계 41명)
- 2010.11.20 다목적체육관 꿈몰이관 개관
- 2012.03.01 경기도교육청 혁신학교 지정(~2019.2.29.)
- 2019.08.19 주차장 포장 및 현관 개선 공사 준공
- 2019.08.23 신관 개관(교실 13개, 특별실 1개)
- 2020.03.01 경기도교육청 혁신학교 재지정 운영(~2024.02.29.)
- 2020.08.20 제2컴퓨터실 구축
- 2021.01.18 2층 급식실 확장공사, 4층 교실 리모델링(3개 교실) 공사
- 2021.03.01 제4대 오현철 교장 취임
- 2021.08.19 특수학급 1학급 증설(2학급 편성)
- 2021.12.31 석면·도색·LED 교체 공사 실시
- 2022.01.10 등굣길 비가림 차양막 설치 공사 실시
- 2022.03.01 교육부지정 인공지능(AI)교육 선도학교 재운영(~2023.2.)
- 2022.07.25 신관 4층 증축(5개 교실), 본관 및 전관 냉난방기 교체, 돌봄교실 리모델링, 정문 보차도 분리 공사
- 2023.03.01 디지털 창의역량 실천학교 지정 운영(~2024.02.29.)
- 2023.03.01 창호 교체 및 화장실 리모델링(~2024.3.14.)
- 2024.01.02 제17회 졸업장 수여식(남 69명, 여 69명, 계 138명)
- 2024.03.01 신입생 167명, 재학생 909명, 계 1,076명(44학급 편성)